# Степной бизон
Степной бизон (лат. Bison bison bison) — один из 2 подвидов/экотипов американского бизона, вторым подвидом является лесной бизон (Bison bison athabascae). Более того, предполагается, что равнинный бизон сам в свою очередь делится на 2 подвида: северный (Bison bison montanae) и южный. Таким образом, общее число подвидов американского бизона — 3. Однако это ещё не доказано.

## Восстановление популяции
Равнинный бизон интродуцирован во многие районы Северной Америки. В 1928 Комиссия по Промысловым Животным Аляски интродуцировала равнинных бизонов в районе современного города Дельта-Джанкшен. Дальше на север равнинных бизонов не завозили, однако бизоны из указанного района впоследствии были интроодуцированы и в другие районы Аляски, в том числе в окрестности Фарэвэлла (англ. «Farewell») и Читины (англ. «Chitina»). Стадо в районе Дельта-Джанкшен развивается наиболее успешно, к концу XX века его численность составляла многие сотни особей. В указанной местности возникают определённые проблемы с одомашниванием бизонов, однако стадо этого района популярно среди охотников, охота ведётся ради мяса.
В 2006 году равнинные бизоны из национального парка Элк-Айленд в канадской провинции Альберта были выпущены на территории национального парка Грасслендс, в Саскачеване. При этом впервые с момента своего почти полного вымирания в начале XX века равнинные бизоны вновь появились в низкотравных прериях Канады.
Стадо равнинных бизонов численностью приблизительно 550 особей обитает в заповеднике Вичита Маунтайнс (англ. «Wichita Mountains Wildlife Refuge») около города Лотон, Оклахома, причём здесь за бизонами разрешается наблюдать. Это стадо появилось в 1907, оно происходит от особей, взятых из зоопарка Бронкса. 15 животных были перевезены в Оклахому, где популяция бизонов была до этого полностью уничтожена в результате чрезмерной охоты, производившейся белыми американцами с коммерческими целями в период с 1874 по 1878.

## Роль в хозяйствекоренных народов
Индейцы Великих Равнин традиционно охотились на бизона не только ради его мяса, внутренних органов и жира, употреблявшихся ими в пищу. Различные части тела бизона служили им также для изготовления множества разнообразных предметов. Из костей делались наконечники стрел, шила и иглы, бусины, песты, скрёбла, мотыги. Из рогов — ложки, из сухожилий — тетивы луков и нитки, из мочевого пузыря — различные водонепроницаемые ёмкости, кисти — из пористых костей, жир использовался в приготовлении пищи. Черепа бизонов служили в качестве алтарей при проведении ритуалов. Жёсткая сыромятная кожа бизонов использовалась для изготовления сумок и коробов, футляров для головных уборов, щитов. Также из неё изготовлялись подошвы мокасин. Шкуры с шерстью использовались в качестве одеял и попон, а также для изготовления тёплой одежды. Из мягкой сыромятной кожи (при её выделке применялись мозг и печень животного) шили одежду, мокасины, использовали её для покрытия типи.